# Latham E-5
Le Latham E-5 était un grand hydravion biplan à quatre moteurs de la Marine française. Il a été testé avec succès en 1925, mais un seul a été construit.

## Caractéristiques
Construit par la société Latham, le Latham E-5 était un hydravion à coque biplan destiné à la patrouille maritime, de 33,50 mètres d'envergure et d'une hauteur de 6,82 mètres. Sa masse à vide était de 7 800 kg, et sa masse totale de 11 200 kg.
Il était propulsé par quatre moteurs Lorraine 12Db (en) de 12 cylindres en V développant 400 ch. Il atteignait ainsi une vitesse maximale de 165 km/h, avec un plafond de 4 000 m.
Un seul exemplaire de cet hydravion fut construit, dont le premier vol s'est déroulé en juillet 1925.

## Présentation détaillée
Le Latham E-5 était le plus grand des trois hydravions biplans de grande dimension conçus par Latham. Le Trimotor qui l'avait précédé, ainsi que le Latham HB.5, assez similaire, avaient l'un et l'autre un plan supérieur dont l'envergure n'était que légèrement inférieure à celle du Latham E-5 ; en revanche, leur plan inférieur était beaucoup plus court, ce qui se traduisait par le fait que la surface ailaire du Latham E-5 était 40 % plus importante. Sa puissance était également de 60 % supérieure, ce qui lui permettait d'avoir une masse brute supérieure de 50 %,,.